# Cesde
El Centro de Estudios de Sistemas y Desarrollo Empresarial, también conocido como CESDE, es una institución privada de educación para el trabajo y el desarrollo humano de Colombia. Fue fundada en Medellín en 1972. Desde 2019, es propiedad de la Caja de Compensación Familiar de Antioquia (Comfama), y está sujeta a inspección y vigilancia por medio de la Ley 1064 de 2006 y el Decreto 1075 de 2015.
La institución tiene presencia en 8 ciudades de Colombia (Bogotá, Medellín, Cali, Pereira, Bello, Rionegro, La Pintada y Apartadó), y ofrece 33 programas técnicos laborales. Para 2023, CESDE contaba con más de 89.000 estudiantes en todo el país.

## Historia
CESDE fue fundada el 15 de julio de 1972 por Leonardo Vélez. En un inicio, la institución estaba ubicada en un local en el Claustro San Ignacio y únicamente ofrecía programas de validación del bachillerato. Posteriormente, comenzó a ofrecer programas técnicos laborales.
En 1984, fue reconocida a nivel nacional por el ICFES como la principal institución de educación no formal en Colombia.
En 1988, fue inaugurada la sede principal de CESDE, ubicada en Girardot con Ayacucho.
En enero de 2007, y para responder a las necesidades de formación del sector turístico de Medellín, se creó el programa Técnico en Gestión Hotelera. Así mismo, se lanzó el programa Técnico en Mesa y Bar, ambos en funcionamiento desde el primer semestre de 2008.
En 2018, fue inaugurada la primera sede de CESDE en la ciudad de Bogotá.
En 2019, la Caja de Compensación Familiar de Antioquia adquirió el 100 % de las acciones de CESDE.

## Sedes
Cesde cuenta con 8 Sedes en todo el país las cuales son.
- Apartadó
- Bello
- Bogotá
- Cali
- La Pintada
- Medellín
- Pereira[5]
- Rionegro[6]

## Oferta Académica
| Escuela de Formación          | Programa Técnico Laboral |
| ----------------------------- | --- |
| Desarrollo empresarial        | Asistente administrativo Asistente en comercio internacional Asistente en Logística de Centros de Distribución Auxiliar de Suministros y Almacén Auxiliar Contable Auxiliar en Talento Humano Asistente en Mercadeo Productividad |
| Industrias Creativas          | Auxiliar en Diseño Gráfico Auxiliar en Gestión Artística Asistente en Diseño de Modas Animación Digital 2D y 3D |
| Tecnologías de la información | Asistente en Desarrollo de Software Soporte de Sistemas Informáticos |
| Salud y Cuidado               | Auxiliar Administrativo en Salud Auxiliar en Seguridad y Salud en el Trabajo Atención Integral a la Primera Infancia |
| Gastronomía y turismo         | Servicios de Alimentos & Bebidas Operación de Servicios Hoteleros Pastelería y Arte Dulce |